# Municipio de Maple Valley (condado de Montcalm)
El municipio de Maple Valley (en inglés: Maple Valley Township) es un municipio ubicado en el condado de Montcalm en el estado estadounidense de Míchigan. En el año 2010 tenía una población de 1944 habitantes y una densidad poblacional de 20,78 personas por km².

## Geografía
El municipio de Maple Valley se encuentra ubicado en las coordenadas 43°20′39″N 85°23′37″O / 43.34417, -85.39361. Según la Oficina del Censo de los Estados Unidos, el municipio tiene una superficie total de 93.57 km², de la cual 91.49 km² corresponden a tierra firme y (2.23%) 2.08 km² es agua.

## Demografía
Según el censo de 2010, había 1944 personas residiendo en el municipio de Maple Valley. La densidad de población era de 20,78 hab./km². De los 1944 habitantes, el municipio de Maple Valley estaba compuesto por el 95.83% blancos, el 0.62% eran afroamericanos, el 0.1% eran amerindios, el 0.46% eran asiáticos, el 0.05% eran isleños del Pacífico, el 0.57% eran de otras razas y el 2.37% pertenecían a dos o más razas. Del total de la población el 2.37% eran hispanos o latinos de cualquier raza.